# Кріштіору-де-Жос
Кріштіору-де-Жос (рум. Criștioru de Jos) — село у повіті Біхор в Румунії. Адміністративний центр комуни Кріштіору-де-Жос.
Село розташоване на відстані 354 км на північний захід від Бухареста, 86 км на південний схід від Ораді, 90 км на південний захід від Клуж-Напоки, 124 км на північний схід від Тімішоари.

## Населення
За даними перепису населення 2002 року у селі проживали 418 осіб.
Національний склад населення села:
| Національність | Кількість осіб | Відсоток |
| -------------- | -------------- | -------- |
| румуни         | 371            | 88,8%    |
| цигани         | 44             | 10,5%    |

Рідною мовою назвали:
| Мова      | Кількість осіб | Відсоток |
| --------- | -------------- | -------- |
| румунська | 372            | 89,0%    |
| циганська | 44             | 10,5%    |